# Sorosichthys ananassa
Sorosichthys ananassa — вид бериксоподібних риб родини трахіхтових (Trachichthyidae).

## Поширення
Вид поширений на сході Індійського океану на материковому шельфі біля узбережжя Західної та Південної Австралії на глибині до 70 м.

## Опис
Сягає завдовжки 8 см.